# Luis Prieto
Luis Prieto Zalbidegoitia (Dima, Vizcaya, 19 de febrero de 1979) es un exfutbolista español que jugaba de defensa central. Pasó gran parte de su carrera deportiva en el Athletic Club, donde actualmente ejerce de preparador físico.

## Trayectoria
Es natural del pueblo vizcaíno de Dima.Empezó su carrera como futbolista en el CD Arratia de Igorre, donde logró el ascenso a Tercera División con Jose Luis Mendilibar como técnico en la campaña 1995-96.En 1997 se incorporó al segundo filial del Athletic Club, el CD Basconia de Tercera División, que también entrenaba Mendilibar. Con el equipo aurinegro logró el primer puesto de su grupo. Fue cedido al Barakaldo C. F. por una temporada, para luego regresar al Bilbao Athletic a las órdenes de Mendi. En 2000 fue cedido a la S. D. Eibar, que se encontraba en Segunda División, donde pasó dos temporadas.
En 2002 llegó al Athletic Club, tras la retirada de Rafa Alkorta y Roberto Ríos.Debutó en Primera División el 1 de septiembre de 2002 en Anoeta, en el partido Real Sociedad - Athletic, que terminó con victoria por 4-2 para los donostiarras. En su primera temporada jugó 17 partidos de Liga. En 2003, con la llegada de Ernesto Valverde, se consolidó como titular en la defensa rojiblanca. El 27 de agosto de 2005 marcó su primer gol en Primera División en la victoria ante la Real Sociedad (3-0). Acabó la temporada 2005-06 con cuatro goles en 36 partidos de Liga, siendo el segundo máximo goleador del equipo después de Aritz Aduriz. En la campaña 2006-07 fue decayendo su participación en el equipo titular (19 partidos), no obstante, anotó dos goles de falta directa ante el Real Madrid y el Racing de Santander a domicilio.
Joaquín Caparrós no contó apenas con el jugador en la campaña 2007-08, sólo fue titular en un partido, por lo que en verano de 2008 puso fin a su etapa en el club rojiblanco. Dejó el Athletic Club tras 153 partidos y seis goles.
De cara a la temporada 2008-09 se unió al Real Valladolid de Mendilibar.En su primera temporada, anotó tres goles en Primera División.En la campaña 2009-10 sufrió el descenso a Segunda División con el club vallisoletano, aunque tras la marcha de Mendilibar no tuvo casi minutos.Firmó por la SD Ponferradina para la temporada 2010-11, descendiendo de categoría a final de temporada.Se retiró en Segunda División B, después de haber pasado una campaña en el Deportivo Alavés.
En 2014 se unió al organigrama técnico de la cantera del Athletic Club, donde trabajó como preparador físico de las categorías inferiores durante cinco temporadas. En junio de 2020 se enroló como segundo entrenador de la SD Leioa. En 2022 se incorporó al CD Mirandés como preparador físico.Continuó su carrera en la SD Eibar en 2023, como preparador físico a las órdenes de Joseba Etxeberria.
En verano de 2025 regresó al Athletic Club como preparador físico de la primera plantilla.

## Clubes
| Club                  | País   | Año       |
| --------------------- | ------ | --------- |
| C. D. Arratia         | España | 1995-1997 |
| C. D. Basconia        | España | 1997-1998 |
| Barakaldo C. F.       | España | 1998-1999 |
| Bilbao Athletic       | España | 1999-2000 |
| S. D. Eibar           | España | 2000-2002 |
| Athletic Club         | España | 2002-2008 |
| Real Valladolid C. F. | España | 2008-2010 |
| S. D. Ponferradina    | España | 2010-2011 |
| Deportivo Alavés      | España | 2011-2012 |